# 津崎良典
津崎 良典（つざき よしのり、1977年10月19日 - ）は、日本の哲学者、哲学史家。デカルトなど西洋近世哲学が専門。2015年、筑波大学 2014 Best Faculty Memberに選出、2019年、筑波大学 2018 Best Faculty Memberに選出。脚本家の村川康敏は従兄である。

## 人物・来歴
2000年国際基督教大学教養学部人文科学科卒、2002年大阪大学大学院文学研究科文化形態論博士前期課程修了、2003年パリ第一大学大学院哲学科DEA課程修了、2008年大阪大学大学院文学研究科文化形態論博士後期課程単位取得満期退学、2010年パリ第一大学大学院哲学科博士課程修了、哲学博士号を取得。
2005年パリ高等師範学校講師、2008年ストラスブール大学外国語学部助教、2009年日本学術振興会特別研究員（PD）、2011年筑波大学人文社会系助教、2015年准教授を経て、2024年教授。2022年より日仏哲学会編集委員長、2023年より日本学術会議連携会員。青山学院大学文学部、学習院大学文学部、慶応義塾大学総合政策学部、国際基督教大学教養学部、獨協大学外国語学部、二松学舎大学国際政治経済学部で非常勤講師を歴任。

## 著作

### 単著
- 『デカルトの憂鬱：マイナスの感情を確実に乗り越える方法』扶桑社、2018年
- 『デカルト 魂の訓練：感情が鎮まる最善の方法』扶桑社books新書、2020年（上掲書の改訂新書化）

### 共著
- Normes et marginalités à l'épreuve, Presses universitaires de Strasbourg, 2010
- Curiosity and the Passions of Knowledge from Montaigne to Hobbes, Bardi Edizioni, 2018
- 『よくわかる哲学・思想』ミネルヴァ書房、2019年
- 『世界哲学史：未来をひらく』ちくま新書、2020年
- 『フランス文学の楽しみかた：ウェルギリウスからル・クレジオまで』ミネルヴァ書房、2021年
- 『身と心の位相』青簡舎、2021年
- 『啓蒙思想の百科事典』丸善出版、2023年
- 『幸福をめぐる哲学者たちの大冒険！：15の試論』春秋社、2024年

### 翻訳
- ジャック・デリダ『哲学への権利 2』西山雄二ほか共訳、みすず書房、2015年
- オリヴィエ・ブロック『唯物論』谷川多佳子共訳、白水社、2015年
- デカルト『デカルト全書簡集 第四巻（1640-1641）』大西克智ほか共訳、知泉書館、2016年
- ライプニッツ『ライプニッツ著作集 第Ⅱ期第2巻』酒井潔ほか共訳、工作舎、2016年
- ロランス・ドヴィレール『デカルト』白水社、2018年
- ライプニッツ『ライプニッツ著作集 第Ⅱ期第3巻』酒井潔ほか共訳、工作舎、2018年
- アントニオ・ネグリ『デカルト・ポリティコ：政治的存在論について』中村勝己共訳、青土社、2019年
- ジャンニ・パガニーニ『懐疑主義と信仰：ボダンからヒュームまで』久保田静香ほか共訳、知泉書館、2020年
- ドゥニ・カンブシュネル『デカルトはそんなこと言ってない』晶文社、2021年

### 連載
- 「そして繊細の精神は光を放ち」『scripta』紀伊國屋書店出版部、2023年 -

### 動画
- 津崎良典×斎藤哲也×吉川浩満「誤解から学ぶデカルト入門――『デカルトはそんなこと言ってない』（晶文社）刊行記念」ゲンロンカフェ、2021年11月30日
- 吉川浩満×津崎良典「門前から哲学をはじめよう──哲学との上手な付き合いかた」ゲンロンカフェ、2022年10月6日